# Болек і Льолек
«Болек і Льолек» (пол. Bolek i Lolek) — польський мультсеріал, який випускався протягом 1963—1986 років Студією мальованих фільмів у Бельсько-Бялій.
Серіал показує пригоди двох хлопчиків, Болека і Льолека, які вигадують собі різні розваги та потрапляють у пригоди. Імена персонажів — форми применшення польських імен Болеслав і Кароль. Прототипами двох головних героїв стали сини режисера Владислава Негребецького, Ян і Роман. 
Загалом вийшло 13 епізодів оригінального серіалу, які продовжилися наступними серіалами та повнометражними фільмами.

## Головні персонажі
Болек і Льолек — це брати, хоча деякі з правовласників серіалу стверджують, що друзі. Болек — семирічний хлопчик, хоробрий і зухвалий, худорлявої статури. Льолек — шестирічний, добродушний, меншого зросту і повніший. Їхні пригоди зазвичай відбуваються в літні чи зимові канікули. В них також є собака Азорек.

## Оригінальний серіал
Епізоди оригінального серіалу (1963—1964 роки) включають:
1. Арбалет (пол. Kusza), режисер Владислав Негребецький.
2. Єті (пол. Yeti), режисер Лешек Лорек.
3. Відважні ковбої (пол. Dzielni kowboje), режисер Станіслав Дюльц.
4. Схрещені мечі (пол. Skrzyżowane szpady), режисер Вацлав Вайсер.
5. Мисливець на звірів (пол. Pogromca zwierząt), режисер Едвард Вонтор.
6. Корида (пол. Corrida), режисер Лехослав Маршал.
7. Індіанський трофей (пол. Indiańskie trofeum), режисер Альфред Лєдвіґ.
8. Космонавти (пол. Kosmonauci), режисер Лешек Лорек.
9. Король пустелі (пол. Król puszczy), режисер Альфред Лєдвіґ.
10. Робінзон (пол. Robinson), режисер Станіслав Дюльц.
11. Шукачі скарбів (пол. Poławiacze skarbów), режисер Лехослав Маршал.
12. Спортсмени (пол. Sportowcy), режисер Вацлав Вайсер.
13. Два лицарі (пол. Dwaj rycerze), режисер Владислав Негребецький.

## Продовження

### Серіали
- «Болек і Льолек на канікулах» (пол. Bolek i Lolek na wakacjach, 1965—1966) — 13 епізодів.
- «Болек і Льолек вирушають у світ» (пол. Bolek i Lolek wyruszają w świat, 1968—1970) — 18 епізодів.
- «Казки Болека і Льолека» (пол. Bajki Bolka i Lolka, 1970—1971) — 13 епізодів.
- «Пригоди Болека і Льолека» (пол. Przygody Bolka i Lolka, 1972—1980) — 63 епізоди.
- «Забавки Болека і Льолека» (пол. Zabawy Bolka i Lolka, 1975—1976) — 7 епізодів.
- «Болек і Льолек серед шахтарів» (пол. Bolek i Lolek wśród górników, 1980) — 7 епізодів.
- «Олімпіада Болека і Льолека» (пол. Olimpiada Bolka i Lolka, 1983—1984) — 13 епізодів.
- «Болек і Льолек у Європі» (пол. Bolek i Lolek w Europie, 1983—1986) — 5 епізодів.

### Повнометражні фільми
- «Велика подорож Болека і Льолека» (пол. Wielka podróż Bolka i Lolka, 1977)
- «Болек і Льолек на Дикому Заході» (пол. Bolek i Lolek na Dzikim Zachodzie, 1986)

## Створення

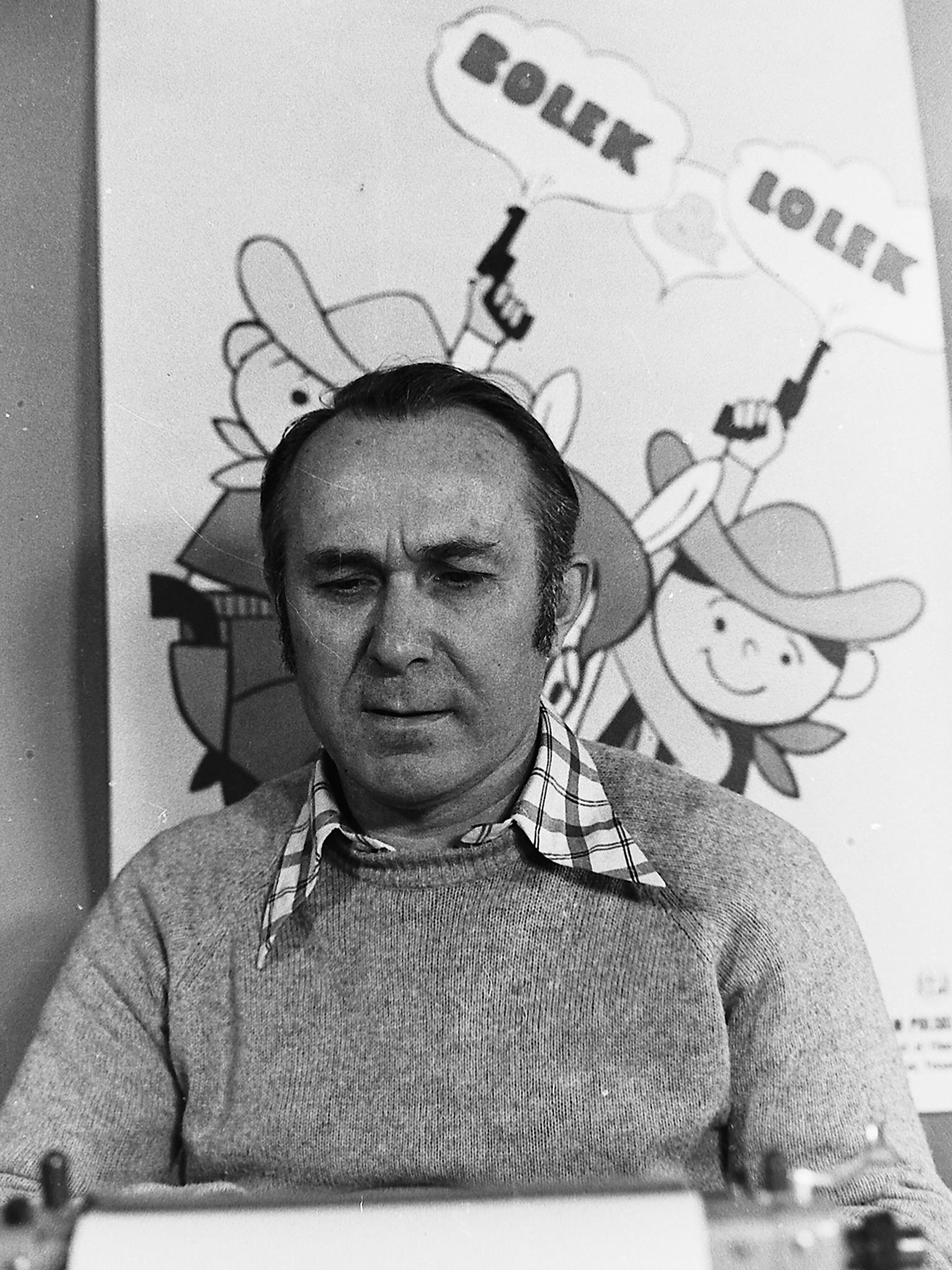
Владислав Негребецький у 1972 р.

1963 року на студію анімаційних фільмів у Бєльско-Бялій надійшло замовлення на дитячий мультиплікаційний серіал для телебачення. До того студія переважно випускала пропагандистські ролики. Перед аніматорами стояло завдання розробити чітко промальованих персонажів, оскільки телевізори були чорно-білі, а картинка часто псувалася перешкодами. Розглядалися варіанти космонавтів, ковбоїв і звірят. Владислав Негребецький очолив студію після раптової смерті попереднього директора. Він і запропонував зробити героями серіалу звичайних дітлахів. Поширена думка, що прототипами хлопчиків є сини Владислава Негребецького: Ян і Роман. Самі вони наполягали, що батько спостерігав за їхніми іграми, черпаючи ідеї для сюжетів. Імена для героїв цього серіалу Негребецький запозичив із польського художнього фільму «Болек і Льолек» (1936).
У 1975 році режисера та аніматора Альфреда Лєдвіґа заарештували за роботу на антирадянське підпілля. З титрів вилучили його прізвище. Потім він емігрував з Польщі до Німеччини (ФРГ), але умовою було, що він відмовиться від прав на «Болека і Льолека». Згодом він заявив, що викупив права у Лєшека Лорека. Владислав Негребецький, і Альфред Лєдвіґ вважали себе творцями серіалу і давали згоду на використання образів Болека і Льолека у книжках-розмальовках і рекламі.
Серіал мав велику популярність. На прохання дівчат-глядачок додали дівчинку Толю, але поступово її роль зменшувалась і Толя зникла з серіалу. Владислав Негребецький, плануючи повнометражний фільм, написав сценарій за книгою Жуля Верна «Навколо світу за 80 днів». Результатом став фільм «Велика подорож Болека і Льолека», що вийшов у 1977 році. Фільм здобув величезну популярність, його подивилися 8,5 млн глядачів. Владислав Негребецький несподівано помер, коли студія планувала наступний фільм. У 80-х роках епізоди серіалу створювали різні режисери. Один з серіалів-продовжень присвячений Олімпійським іграм у Лос-Анджелесі, цензура не допустила до показу через бойкот олімпіади країнами соцтабору.
У 1990-і нащадки Владислава Негребецького, Лєшека Лорека і Альфред Лєдвіґ судилися за права на серіал. Син Владислава Негребецького, Роман, спробував продовжити серіал на початку ХХІ століття фільмом «Болека і Льолек багато років по тому». Планувалося, що хлопчики полетять на ракеті в космос і повернуться на Землю в сучасності. Інший проєкт мав показати обох персонажів уже дорослими чоловіками, в яких є племінники, що й стануть головними героями. Зрештою права на «Болека та Льолека» були розділені між Негребецьким, Лореком та Лєдвіґом, а потім — їхніми спадкоємцями.

## Оцінки й відгуки
Серіал отримав дві нагороди в 1965 році: 1-шу премію Міжнародного фестивалю фільмів для дітей та юнацтва, та Особливу згадку молодіжного журі «Хіхон». Владислав Негребецький відзначений міжнародною нагородою – Орденом Усмішки.
Мультсеріал став єдиною європейською анімацією, дозволеною до показу в Ірані.
Спершу відгуки про «Болека і Льолека» були посередніми. Критики вважали його гумор надто простим і приземленим. Але з часом «Болек і Льолек» був широко визнаний поляками класикою анімації, універсальною оповіддю про дружбу та співпрацю.

## Вплив

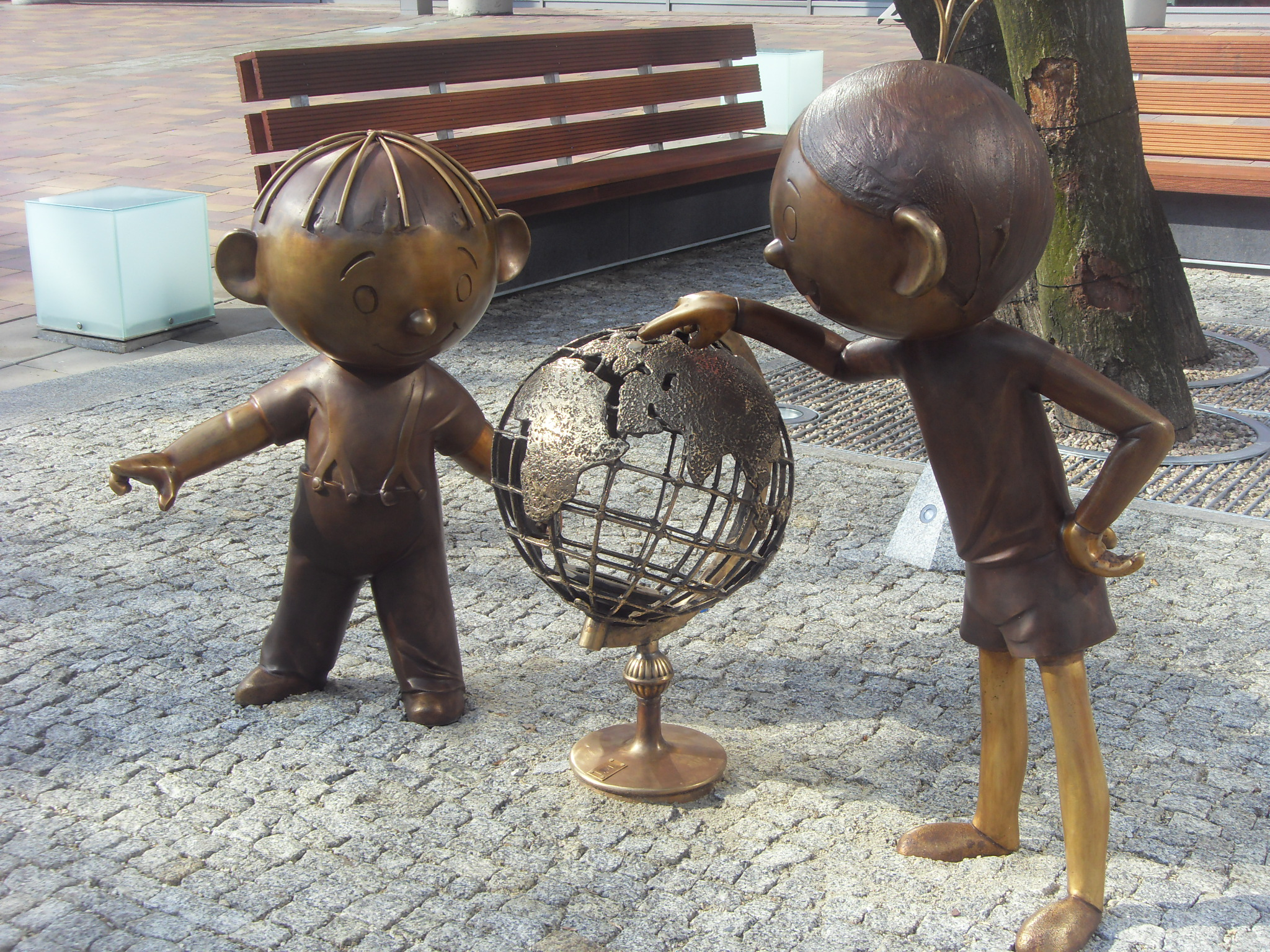
Пам'ятник персонажам у Бєльско-Бялій

Болек і Льолек були персонажами різних навчальних фільмів, а також книжок і коміксів, опублікованих у газетах та періодичних виданнях.
У Дзеканові Лєсному, Квідзині, Ольштині, Оседлі Вілзі, Оструві Великопольському, Сведово, Войнувку та Зеленій Гурі є вулиці, названі на честь Болека та Льолека.